# Aleurotrachelus minutus
Aleurotrachelus minutus là một loài côn trùng cánh nửa trong họ Aleyrodidae, phân họ Aleyrodinae.
Aleurotrachelus minutus được Takahashi miêu tả khoa học đầu tiên năm 1952.